# Affaire du chalet Asama
Vous lisez un « bon article » labellisé en 2016.
L’affaire du chalet Asama (あさま山荘事件, Asama sansō jiken) est une prise d'otage qui s'est déroulée près de Karuizawa au Japon, du 19 au 28 février 1972. 
Pendant dix jours, des membres de l’Armée rouge unifiée, barricadés dans un chalet de montagne avec une otage, résistent à une importante mobilisation policière. L’otage est finalement libérée et la police capture tous les preneurs d’otage vivants. Mais trois personnes ont perdu la vie et une dizaine d'autres ont été blessées. L’événement, l’assaut final du dernier jour en particulier, a été largement couvert par les médias.
Cette affaire met dramatiquement fin aux mouvements étudiants nés dans les universités japonaises au milieu des années 1960, discrédite les partis de gauche et renforce le Parti libéral-démocrate installé durablement au pouvoir.
Plus de trente ans après les faits, deux œuvres cinématographiques retracent la prise d'otage, au-delà de sa seule dimension de fait divers : The Choice of Hercules du cinéaste Masato Harada et United Red Army, un docu-fiction de Kōji Wakamatsu.

## Contexte historique

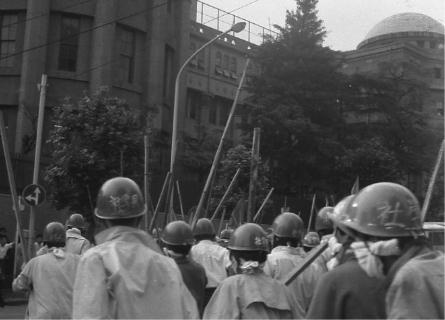
Étudiants manifestant dans le quartier latin de Tokyo.

Au milieu des années 1960, le Japon connaît une forte agitation étudiante ; sur les campus universitaires, les militants de gauche sont particulièrement actifs. Au fil des années, cependant, la contestation s'essouffle : les associations étudiantes se divisent en groupes d'activistes de plus en plus radicaux et, dans tout le pays, la police japonaise multiplie les arrestations de militants.
En août 1969, constatant l’échec du mouvement étudiant, un groupe de militants trotskistes, issu de la Ligue des communistes, fonde la Faction Armée rouge (FAR). Cette organisation d'extrême gauche, décidée à mener contre le gouvernement japonais une révolution armée, bascule alors dans la clandestinité. 
Au début des années 1970, la police japonaise procède au démantèlement de nombreuses cellules autonomes de la FAR, impliquées dans des actes criminels (attaques de commissariats, pillages de banques, prises d'otages, etc.). En juillet 1971, voyant ses effectifs se réduire, la FAR s'unit à un groupuscule radical d'extrême gauche, dissident du Parti communiste japonais, la Fraction révolutionnaire de gauche (FRG), pour former l’Armée rouge unifiée (ARU),.
Début 1972, l’ARU, conjointement dirigée par Tsuneo Mori de la FAR et Hiroko Nagata de la FRG, se replie dans un chalet de montagne de Myōgi (préfecture de Gunma) sous la menace de la répression policière qui s'intensifie. Le 17 février 1972, l’étau se resserre ; la police, qui a découvert, non loin du mont Haruna, l’une des plus récentes caches de l’ARU, arrête ses deux meneurs à Myōgi puis, le 19, quelques autres membres du groupuscule à la gare de Karuizawa (préfecture de Nagano). Seuls cinq membres de l’organisation terroriste réussissent encore à échapper à la police.

## La prise d'otage

### Le chaletAsama
Le 19 février 1972, anticipant l’arrivée de la police, Hiroshi Sakaguchi (25 ans, no 3 de l’ARU), Kunio Bandō (25 ans, no 5 de l’organisation), Masakuni Yoshino (23 ans, membre du comité central), Michinori Katō (19 ans) et son frère Motohisa Katō (16 ans), quittent à pied la cachette de Myōgi et trouvent refuge dans une auberge de montagne, le chalet Asama, un bâtiment de trois étages adossé au mont Asama. Ce mont est situé sur l’île de Honshu, au Japon. Il est plus précisément localisé dans la préfecture de Nagano, non loin de la ville de Karuizawa, à environ 140 km au nord-ouest de Tokyo. Les cinq jeunes hommes, armés de fusils et de pistolets, se barricadent dans le chalet et prennent en otage la propriétaire Mme Yasuko Muta, seule occupante du chalet à ce moment-là.

### Siège du chalet
De retour d'une balade avec son chien, dans le froid glacial des montagnes de la région de Nagano, le mari de Mme Muta aperçoit les barricades obstruant les portes et les fenêtres du chalet ; il alerte immédiatement la police. Celle-ci, lancée sur les traces des militants radicaux de l’ARU depuis déjà plusieurs jours, arrive rapidement sur le lieu de la prise d'otage et prend position aux abords du chalet. Les forces de police, qui s'accumulent autour de l’auberge au fil des heures qui passent, mettent en place un important dispositif d'intervention et tentent, pendant plusieurs jours, de négocier la reddition des preneurs d’otage. Mais ces derniers, déterminés à défendre chèrement leur vie, ne se manifestent que par quelques coups d'armes à feu qui font deux morts, dont un civil.

### Intervention de la police
Le 22 février, au matin, l’auberge Asama est cernée par plus d'un millier d'agents de police.  L'inspecteur chargé de l'enquête, Atsuyuki Sassa de l'Agence nationale de police, venu de Tokyo pour superviser l’opération policière en cours, a pour mission de sauver l’otage, de capturer les terroristes vivants et d'éviter les pertes parmi les policiers mobilisés. C'est pourquoi il s'efforce d'abord d'affaiblir physiquement et psychologiquement les preneurs d’otage retranchés dans le chalet. Pour ce faire, il donne l’ordre de couper l’alimentation électrique du chalet, d'arroser le bâtiment à jets continus à l’aide de canons à eau et de lancer des grenades lacrymogènes près des ouvertures de l’édifice. Le soir, les preneurs d’otage sont maintenus éveillés par la diffusion à fort volume d'enregistrements de bruits de sirènes, de motos, de trains ou encore de tronçonneuses.

### Assaut final
Au matin du 28 février, il neige et « des rangées de stalactites de glace pendent du toit et des balcons. Et, sous le soleil éclatant, le chalet Asama se changea en un château de glace ». Pour le chef Sassa, il est temps de donner l’assaut.
À 10 h, à l’aide d'une boule de démolition installée devant le chalet, un conducteur d'engins de la police défonce la toiture et la seule porte d'entrée située au second étage du bâtiment. Dans les ouvertures ainsi créées, les policiers lancent des grenades lacrymogènes et des torrents d'eau. Vers 11 h 30, la police pénètre dans le rez-de-chaussée, tandis qu'au second, un policier, qui tentait de se faufiler dans l’entrée, est grièvement atteint à la tête par une balle (la balle ayant touché le cerveau, le policier mourra des suites de sa blessure).
Vers 16 h 30, alors que la nuit commence à tomber, l’un des frères Katō est appréhendé au second étage. Vers 18 h, après plusieurs tentatives infructueuses, la police investit la chambre du second étage, dans laquelle les trois derniers preneurs d’otage encore menaçants se sont repliés. À 18 h 30, la prise d'otage se termine après plus de 240 heures d'un face-à-face tendu entre les forces de l’ordre et les preneurs d’otage. Les quatre derniers preneurs d’otage encore actifs sont capturés et Mme Muta est évacuée hors du chalet saine et sauve. Selon son témoignage, Mme Muta n'a pas été maltraitée par les preneurs d’otage.

### Bilan
À l’issue de la prise d'otage, la police déplore deux morts et vingt-six blessés dans ses rangs. Un journaliste est à compter parmi les blessés, ainsi qu'un civil, Yasuhiko Tanaka. Ce dernier, venu le 22 février de Niigata, s'était mis en tête de sauver lui-même l’otage. Grièvement blessé à la tête alors qu'il tente de passer de la nourriture aux preneurs d’otage à travers une barricade, il meurt quelques jours plus tard.
Le 28 février, dans la soirée, le père de Kunio Bandō se suicide à Karuizawa,.

### Couverture médiatique
Le 28 février, de 9 h 30 à 20 h 30, la télévision publique japonaise diffuse en direct l’assaut du chalet Asama,. Elle enregistre alors une part d’audience moyenne de 50,8 %.
Vers 18 h 30, au moment où la prise d'otage prend fin, l’ensemble des chaînes de télévision qui retransmettent l’événement rassemblent une audience cumulée équivalente à une part d’audience de 89,7 %.
Pendant toute la durée de la prise d'otage, l’attention des médias japonais et du public se porte surtout sur le sort de l’otage, Mme Muta. À l’annonce de sa libération saine et sauve, le 28 février, tous les députés présents ce jour-là à la Diète applaudissent ; le Premier ministre, Eisaku Satō, retient ses larmes.

## Suites de la prise d'otage
Cette prise d'otage et les révélations publiques d'autres actes criminels commis au sein de l'ARU jettent un discrédit général sur la mouvance d'extrême gauche et les mouvements étudiants. Dans le pays, les partis de droite, tirant profit de cette affaire, renforcent leur emprise sur l'espace politique japonais, la gauche est laminée, et la classe politique au pouvoir réaffirme la priorité de son projet de développement économique. La « Question sociale » (le sort des défavorisés, le productivisme, la protection de l'environnement, la présence militaire américaine), placée au centre des débats publics par les manifestations de la fin des années 1960, est reléguée au second plan.

### Devenir des preneurs d’otage
Les cinq membres de l'ARU sont d'abord placés en détention provisoire dans une prison de Nagano. [réf. nécessaire] Le plus jeune d'entre eux, Katō Motohisa, trop jeune à l'époque pour être pénalement poursuivi, est placé en maison de redressement le 24 mai 1972. Les quatre autres terroristes sont incarcérés au centre de détention de Tokyo.
En 1973, les quatre preneurs d’otage, incarcérés à la prison de Tokyo, sont convoqués devant le tribunal du district de Tokyo où ils apprennent qu'un procès commun est prévu. La même année, Masakuni Yoshino et Michinori Katō obtiennent un procès séparé par l'intermédiaire de leur avocat.
En août 1975, cinq membres de l'Armée rouge japonaise, la branche internationale de l'ARU, prennent cinquante-trois personnes en otages dans les ambassades de Suède et des États-Unis à Kuala Lumpur, en Malaisie. Ils exigent, en échange des otages, une rançon et la libération de sept de leurs camarades détenus en prison à Tokyo, dont Kunio Bandō et Hiroshi Sakaguchi. Le gouvernement japonais cède et fait libérer Kunio Bandō, qui quitte le Japon pour se réfugier en Libye. Cependant, Sakaguchi décline l'offre de l'Armée rouge et reste en prison. En mars 2016, le nom et la photo de Kunio Bandō, 68 ans, figurent toujours sur la liste des personnes recherchées par la police nationale japonaise.
Le 29 mars 1979, Masakuni Yoshino est condamné à une peine de prison à vie et Michinori Katō à treize ans de prison ferme, une décision confirmée en appel en février 1983,. En janvier 1987, Michinori est libéré sur parole. Il devient technicien agronome dans sa ville natale et militant environnementaliste, directeur de l'antenne d'Aichi de la Société de protection des oiseaux du Japon. En 2007, Masakuni Yoshino est toujours incarcéré à la prison de Chiba, centre de détention accueillant les détenus condamnés définitivement à de longues peines.
Le 18 juin 1982, Sakaguchi est condamné à mort. Incarcéré à la prison de Tokyo, il publie trois livres dans lesquels il expose sa vision des faits et exprime des remords. Le 26 septembre 1986, son recours en appel est rejeté ; le 19 février 1993 la Cour suprême du Japon confirme le maintien de sa condamnation à mort. Un nouveau recours en appel est rejeté par la Cour suprême du Japon en juin 2013.
| Nom                 | Condamnation           | Commentaire                                                                                |
| ------------------- | ---------------------- | ------------------------------------------------------------------------------------------ |
| Katō Motohisa       | Maison de redressement | Mineur à l'époque des faits (16 ans)                                                       |
| Hiroshi Sakaguchi   | Condamné à mort        | Détenu à la prison de Tokyo                                                                |
| Kunio Bandō         | Aucune                 | Jamais jugé (libéré dans le cadre d'un échange d'otages, toujours recherché par la police) |
| Masakuni Yoshino    | Prison à vie           | Détenu à la prison de Chiba                                                                |
| Michinori Katō (ja) | 13 ans de prison ferme | Libéré en 1987                                                                             |

### Devenir des autres personnes impliquées
Mme Muta, l'otage, passe quelques jours en observation à l'hôpital puis retourne à Karuizawa où elle trouve un emploi dans une autre résidence hôtelière. Une fois libérée, elle fait des déclarations à la police et à la presse avant de ne plus jamais parler de cette expérience.
Fin 1972, l'inspecteur chargé de l'enquête, Atsuyuki Sassa, est promu chef du bureau des investigations du service de sécurité de l'Agence de la police nationale.

### Mémoire de l'événement
Le chalet Asama, devenu une attraction touristique, est transformé en centre de loisirs en 2008 puis en atelier d'art. En 2011, il est racheté par une entreprise chinoise.
Chaque année, depuis 1973, une cérémonie commémorative est organisée à Karuizawa pour rendre hommage aux deux policiers morts au cours de la prise d'otage.
En 2002 sort au Japon The Choice of Hercules, un long métrage du cinéaste Masato Harada qui retrace l'affaire du point de vue des forces de l'ordre en s'inspirant des mémoires d'Atsuyuki Sassa.
Le cinéaste japonais Kōji Wakamatsu réalise en 2007 le docu-fiction United Red Army, retraçant la dérive meurtrière de l'Armée rouge unifiée, de sa formation en 1971 jusqu'à la prise d'otage du chalet Asama. Le film, qui dure plus de trois heures, contient une séquence de 45 minutes reconstituant la prise d'otage du point de vue de ses auteurs.